# آبتی ۲۶۴۶
سیارک ۲۶۴۶ (به انگلیسی: 2646 Abetti، نامگذاری:1977EC1) دو هزار و ششصد و چهل و ششمین سیارک کشف شده‌است که در ۱۳ مارس ۱۹۷۷ کشف شد.
قدر مطلق سیارک برابر ۱۱٫۶۰ است.